# Michael J. Pollard
Michael John Pollard (født  Michael John Pollack Jr. den 30. maj 1939, død 20. november 2019) var en amerikansk skuespiller kendt for at spille C.W. Moss i krimifilmen Bonnie og Clyde fra 1967.

## Filmografi
- De vilde engle (1966)